# 정삭
정삭은 배로부터 고환까지 내려가는, 수정관의 일부를 포함하는 관이다.

## 정삭의 내용물
- 동맥 : 고환동맥, 정관동맥, 고환올림근동맥
- 신경 : 고환올림근에 뻗은 신경 (음부넙다리신경의 음부가지), 교감신경
- 수정관
- 덩굴정맥얼기
- 림프관
- 초상돌기

## 둘러싼 조직
정삭은 세 개 층의 조직에 둘러싸여 있다.
- 바깥정삭근막 바깥빈근
- 고환올림근과 그 근막
- 속정삭근막

## 임상에서의 유의사항
정삭은, 고환이 고환주머니 안에서 회전해 혈액 공급이 안되는 꼬임에 민감하다. 고환꼬임은 몇 시간 동안 지속될 경우 돌이킬 수 없는 손상을 입힐 수 있다. 복강의 내용물은 간혹 정삭으로 밀려 들어갈 수 있는데, 이 경우 간접샅굴 탈장(indirect inguinal hernia)를 유발한다.

## 추가 그림

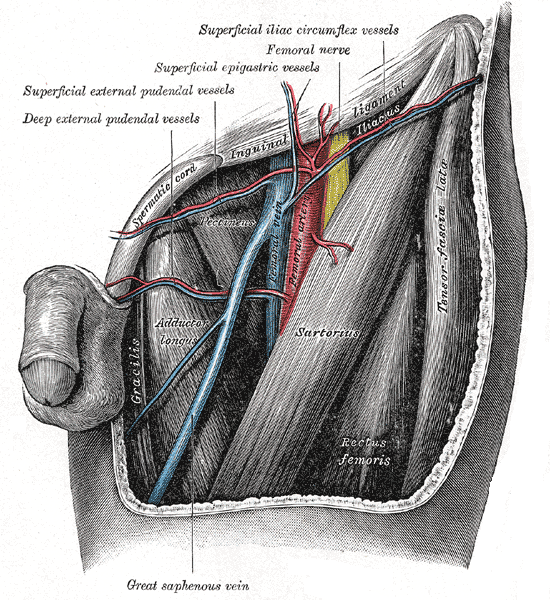
왼쪽 넙다리삼각.
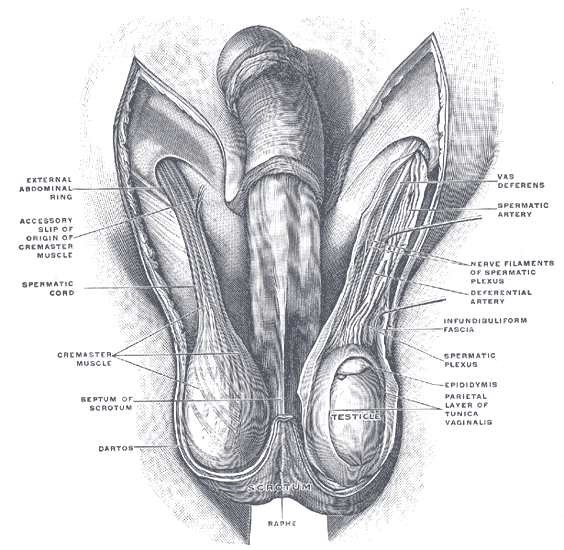
음낭.
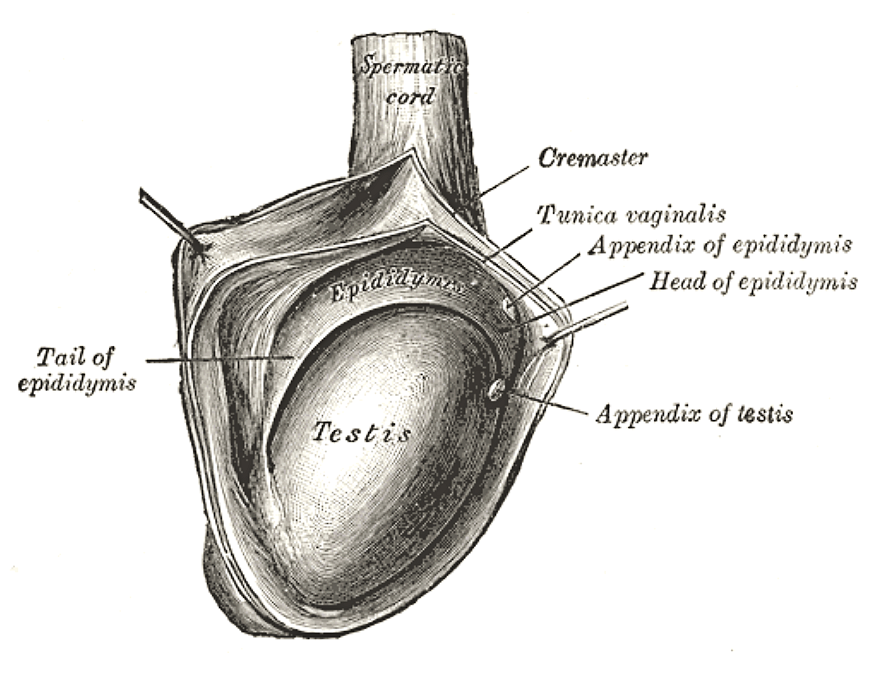
고환집막을 들어내 노출된 오른쪽 고환.